# Aichach
Aichach (in bavarese Oacha) è una città tedesca capoluogo del circondario di Aichach-Friedberg, nel Land della Baviera.
Conta 22 222 abitanti.

## Amministrazione

### Gemellaggi
- Gödöllő